# ハンナ・マリャル
ハンナ・ヴァシリヴナ・マリャル（英語: Hanna Vasylivna Malyar,ウクライナ語: Га́нна Васи́лівна Ма́ляр, 1978年7月28日 - ）は、ウクライナの国際法学者、官僚、2021年8月4日から2023年9月18日までウクライナ国防省次官。

## 概要
- 1978年7月28日、ウクライナ・ソビエト社会主義共和国のキーウに生まれる[3]。
- 2000年、国際言語法学研究所（英語版）を卒業[3]。
- 2000年から2010年まで、キエフ国際大学法学研究所（英語版）の法学研究所の副所長・准教授として教鞭をとる[3]。
- 2010年に「国家安全保障の基盤に対する犯罪」「平和に対する罪」人間と国際法の安全保障、「ハイブリッド戦争における戦略的コミュニケーション」を研究対象とする法学の博士候補になる。
- 2010年以来、ウクライナ税関の法務問題部門の副所長として税関の州立研究所で働いた。税関の第三位の顧問[3]。
- 2013年から2020年まで、ウクライナ国立裁判官学校（ウクライナ語版）で、侵略戦争や紛争地帯で犯されたその他の犯罪の刑法資格の分野で教えた。また、クリミア半島とウクライナ東部での事件の法的評価の概念を開発し、これは、調査および司法の実務で使用されている[3]。
- 2018年から「国家の安全と平和を侵害する犯罪の要素としての情報運用、国家安全保障を脅かす影響力のある情報技術の特定と処分」を専門分野とし、「戦略的コミュニケーション」の諜報・防衛部門のコーチを務めている[3]。
- オランダ国際関係研究所クリンゲンダール（英語版）から「武力紛争の交渉」のトレーニングを受け、証明書を受け取る[3]。
- 2020年、中道政党国民の僕からキーウ市議会議員選挙に出馬するが、選出されず[4]。
- 2020年以来、ウクライナ最高議会の国家安全保障委員会、防衛・諜報に関する委員会の顧問を務める[3]。
- 2021年8月4日、戦略的コミュニケーションと情報政策部門を担当するウクライナ国防省次官に就任し、自身のFacebookで「私は安全保障と防衛の分野で戦略的コミュニケーションに従事してきました。ロシア連邦が軍事的方法と非軍事的方法の両方でそれを実施していることが明らかになりました。情報空間でウクライナの防衛を迅速に組織し、ハイブリッド戦争のスキルを習得する必要があります。要するに、この戦争で私たちは強くなり、さらに強くなるでしょう」と述べる[1]。
- 2023年9月18日、ウクライナ国防省次官を解任される[2]。
- 40を超える科学論文の著者であり、法案の共著者でもある[3]。
- 既婚者で息子がいる[3]。